# Topographischer Atlas des Königreichs Hannover und des Herzogtums Braunschweig

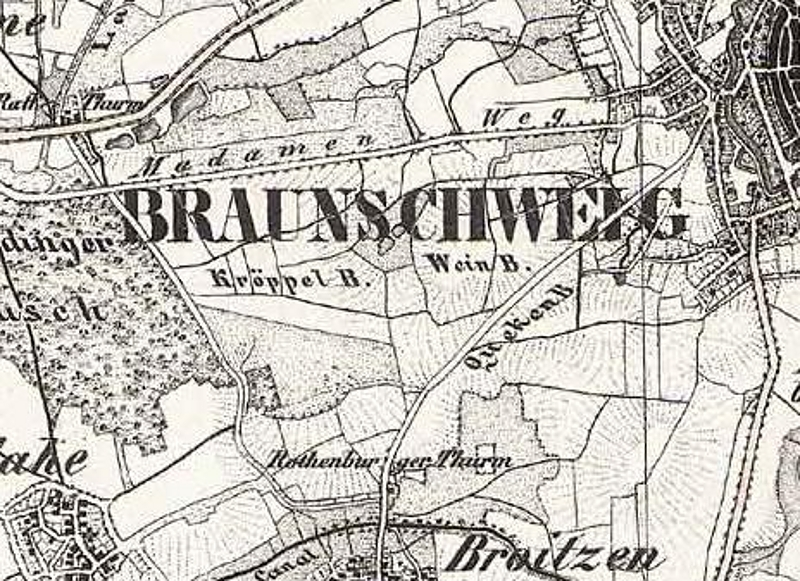
Detail aus Blatt 49 – „Braunschweig“

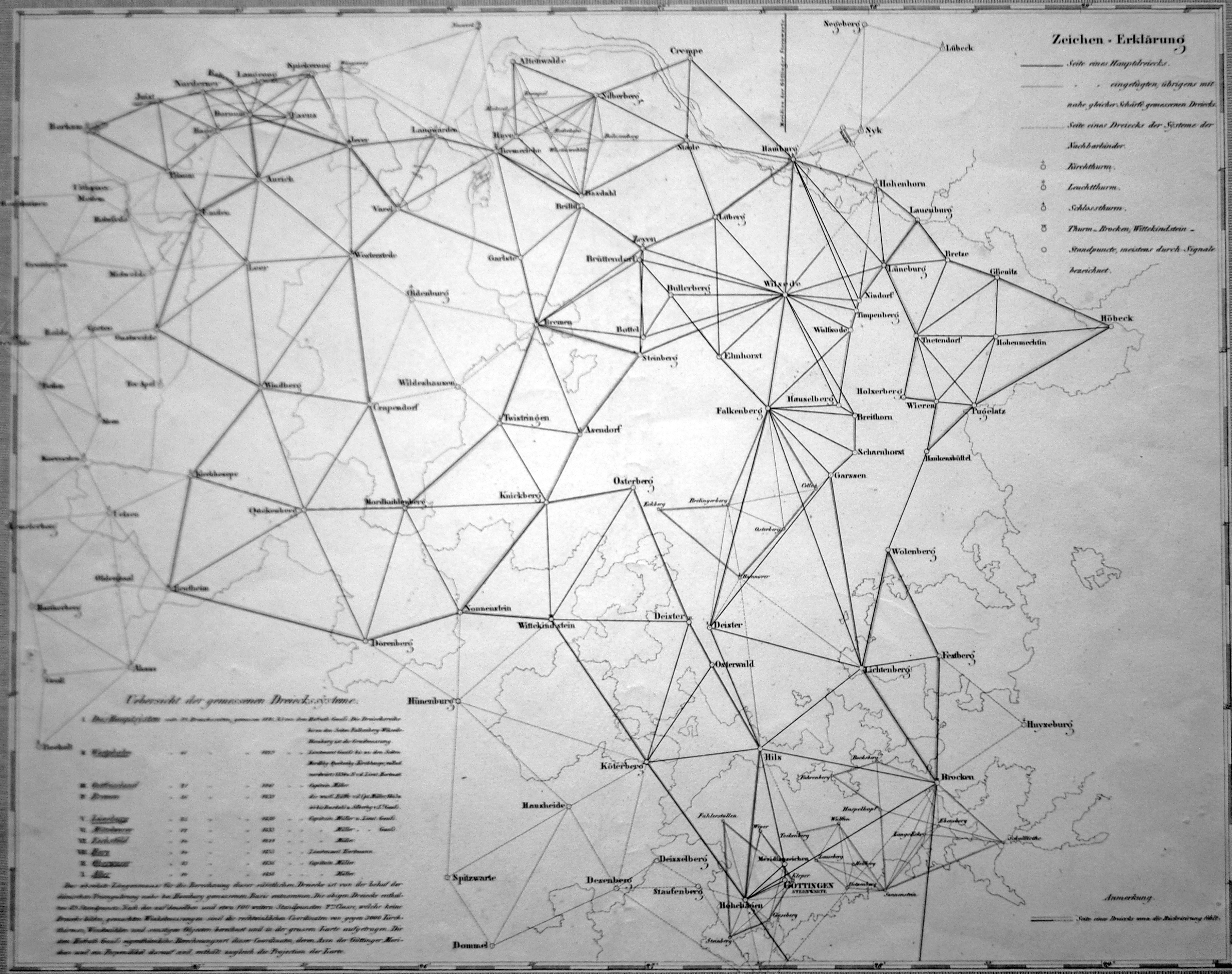
Blatt aus dem Atlas:Gesamt-Übersicht über die von Carl Friedrich Gauß gemessenen Dreieckssysteme 1821–1844

Der Topographische Atlas des Königreichs Hannover und des Herzogtums Braunschweig (auch: „Papen-Atlas“) ist ein Kartenwerk. Es erfasst die Gebiete des Königreichs Hannover und des Herzogtums Braunschweig.
Der Atlas wurde vom Geodäten und Kartografen August Wilhelm Papen (1799–1858), einem Militäringenieur der Königlich Hannoverschen Armee, in den Jahren 1832 bis 1848 erstellt. Er besteht aus 66 Kartenblätter im Maßstab 1 : 100.000, sieben Übersichtskarten der Landdrosteien und einer Übersicht der Gaußschen Dreieckssysteme. Der Atlas basiert auf den Ergebnissen der Gaußschen Landesaufnahme. Papen gewann Joseph Gauß, den ersten Sohn von Carl Friedrich Gauß als Mitarbeiter. 